# Виллизау-Ланд
Виллизау-Ланд (нем. Willisau Land) — бывшая коммуна в Швейцарии, в кантоне Люцерн.
Коммуна была образована в 1803 году при разделении коммуны Виллизау на Виллизау-Ланд и Виллизау-Штадт. 1 января 2006 года 2 коммуны снова были объединены в Виллизау.
Входила в состав округа Виллизау. Население составляло 4043 человека (на 31 декабря 2004 года). Официальный код — 1148.